# 天津滨海新区建设投资集团有限公司
天津滨海新区建设投资集团有限公司，简称新区建投集团，成立于2006年5月30日，是由天津市人民政府出资，天津市国资委履行出资人义务，天津市滨海新区实施监督管理的国有独资企业。
目前，天津滨海新区建设投资集团的唯一股东为天津市国有资产监督管理委员会。